# ميشيل فريمان
ميشيل فريمان (بالإنجليزية: Michelle Freeman) هي منافسة ألعاب القوى جامايكية، ولدت في 5 مايو 1969 في أبرشية سانت كاترين في جامايكا.

## وصلات خارجية
- ميشيل فريمان على موقع الاتحاد الدولي لألعاب القوى (الإنجليزية)
- ميشيل فريمان على موقع اللجنة الأولمبية الدولية (الإنجليزية)
- ميشيل فريمان على موقع أوليمبيديا (الإنجليزية)
- ميشيل فريمان على موقع اتحاد ألعاب الكومنولث (مؤرشف) (الإنجليزية)